# Réseau de bus Comète
Le réseau de bus Comète est un ancien réseau de bus implanté dans le sud du département de Seine-et-Marne. Le réseau est exploité par le groupe Transdev via trois sous entreprises.
Il a été créé en 2004 à l'initiative des élus du canton de Moret-sur-Loing. Depuis, 18 autobus parcourent 363 344 km par an. L'autorité organisatrice du réseau est le Syndicat mixte des transports du canton de Moret (SMTCM).

## Historique
Le 29 août 2016, les indices des lignes du réseau sont changés selon le tableau ci-dessous :
| Ancienne numérotation | Nouvelle numérotation |
| 01                    | 201                   |
| 02                    | 202                   |
| 03                    | 203                   |
| 04 (Scolaire)         | 204                   |
| 04 (Actif)            | 205                   |
| 06                    | 206                   |
| 15                    | 207                   |
| 08                    | 208                   |
| 10 (Actif)            | 209                   |
| 10 (Scolaire)         | 210                   |
| 01B                   | 211                   |
| --------------------- | --------------------- |

Le 4 avril 2020, la ligne 201 est supprimée du fait de l'arrivée du service de transport à la demande « TàD Moret-sur-Loing » sur les communes desservies.

### Ouverture à la concurrence
En raison de l'ouverture à la concurrence des réseaux d'autobus en Île-de-France, le réseau de bus Fontainebleau - Moret est créé le 1er août 2023, correspondant à la délégation de service public numéro 16 établie par Île-de-France Mobilités. Un appel d'offres a donc été lancé par l'autorité organisatrice afin de désigner une entreprise qui exploitera le réseau pour une durée de cinq ans. C'est finalement Transdev, via sa filiale Transdev Pays de Fontainebleau, qui a été désigné lors du conseil d'administration du 7 décembre 2022 et qui reprend l’intégralité des lignes du réseau de bus Comète, à l’exception de la ligne 210.

## Exploitation

### Entreprise exploitante
Le réseau était exploité par :
- l'établissement Transdev de Nemours pour les lignes 202, 207 et 211 (ainsi que l'ancienne ligne 201) ;
- l'établissement Transdev de Vulaines pour la ligne 209 ;
- la société Interval pour les lignes 203, 204, 205, 206, 208 et 210.

### Matériel roulant
Liste des autobus et autocars au 3 février 2020.
- Heuliez GX 137 L
- Irisbus Axer
- Irisbus Arway
- Irisbus Récréo II
- Irisbus Crossway
- Iveco Crossway Line
- Mercedes-Benz Connecto
- Mercedes-Benz Intouro

## Galerie de photographies

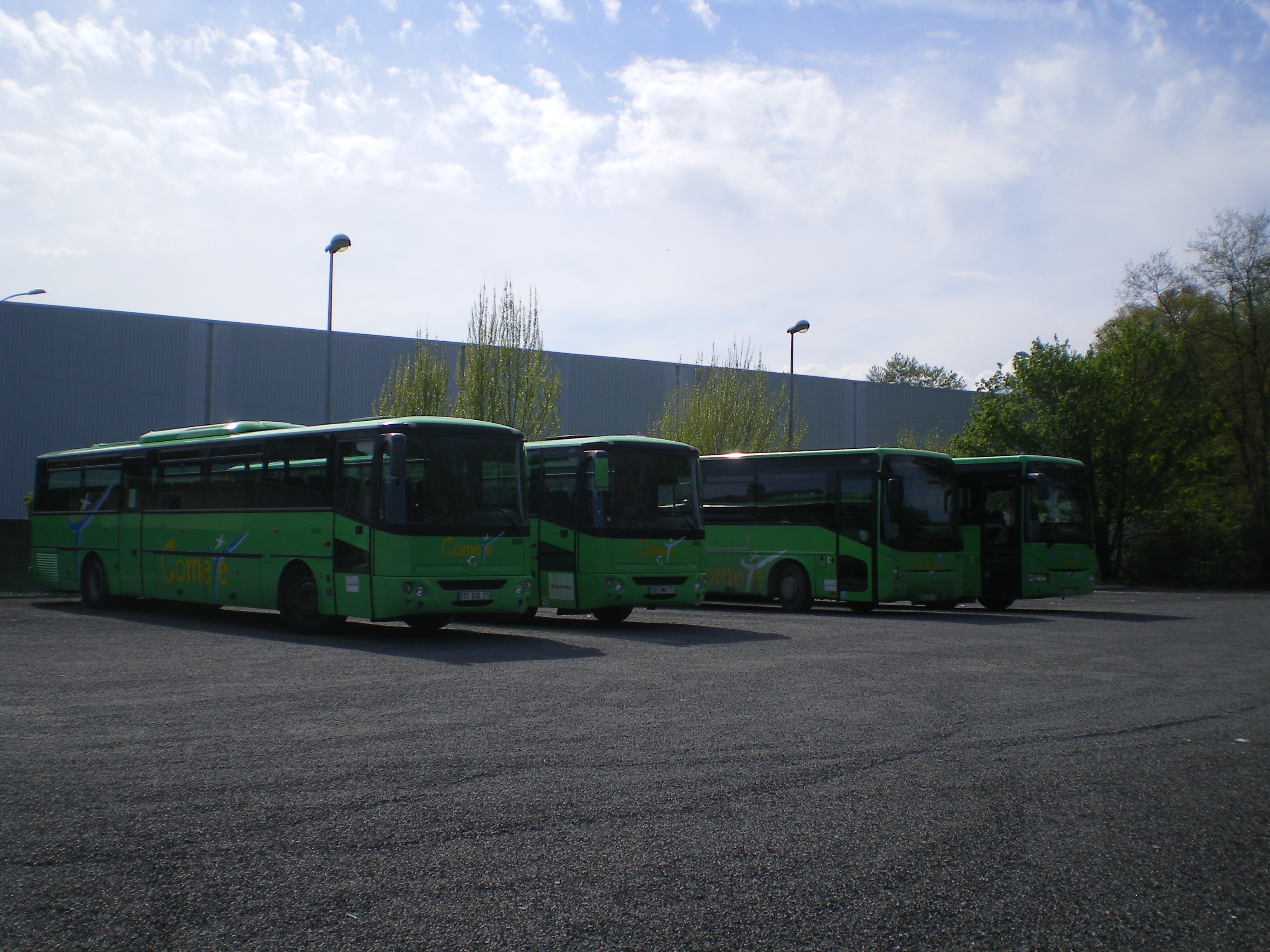
Dépôt : 2 Récréos, 1 Arès, 1 Crossway.
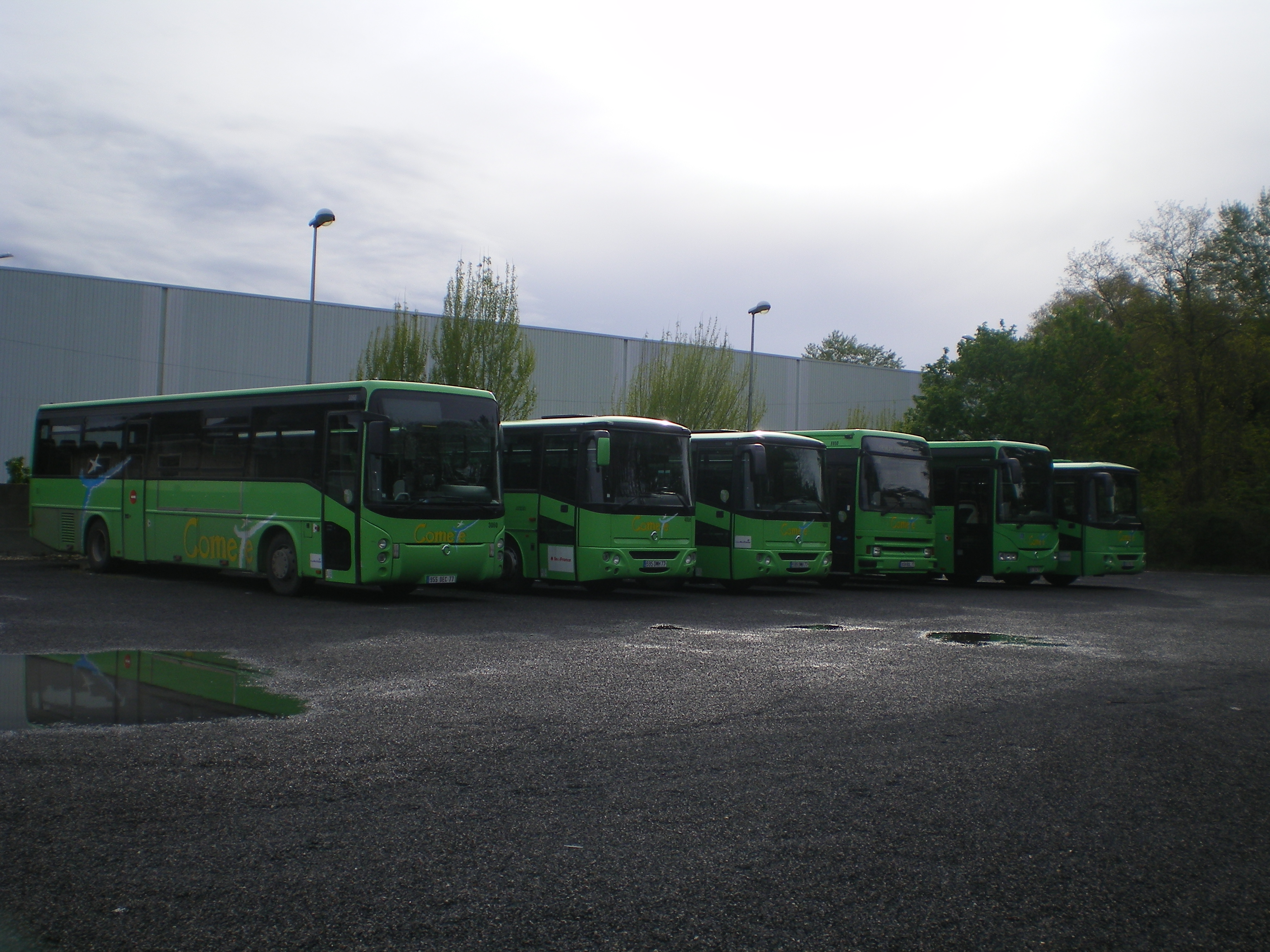
Dépôt (de gauche à droite) : 1 Arès, 3 Récréos, 1 Tracer, 1 Crossway.
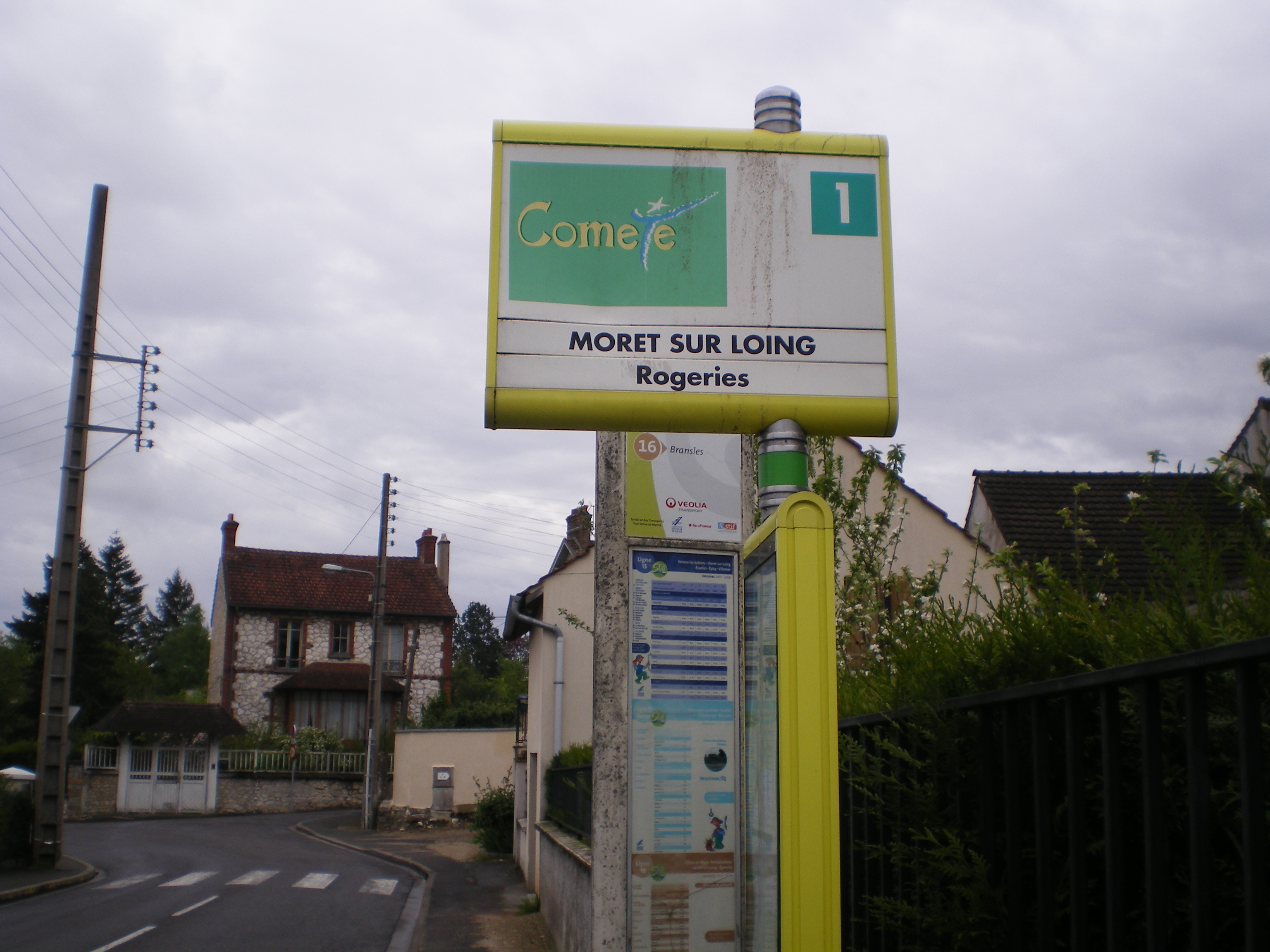
Arrêt Rogeries de la ligne 1 à Moret-sur-Loing.
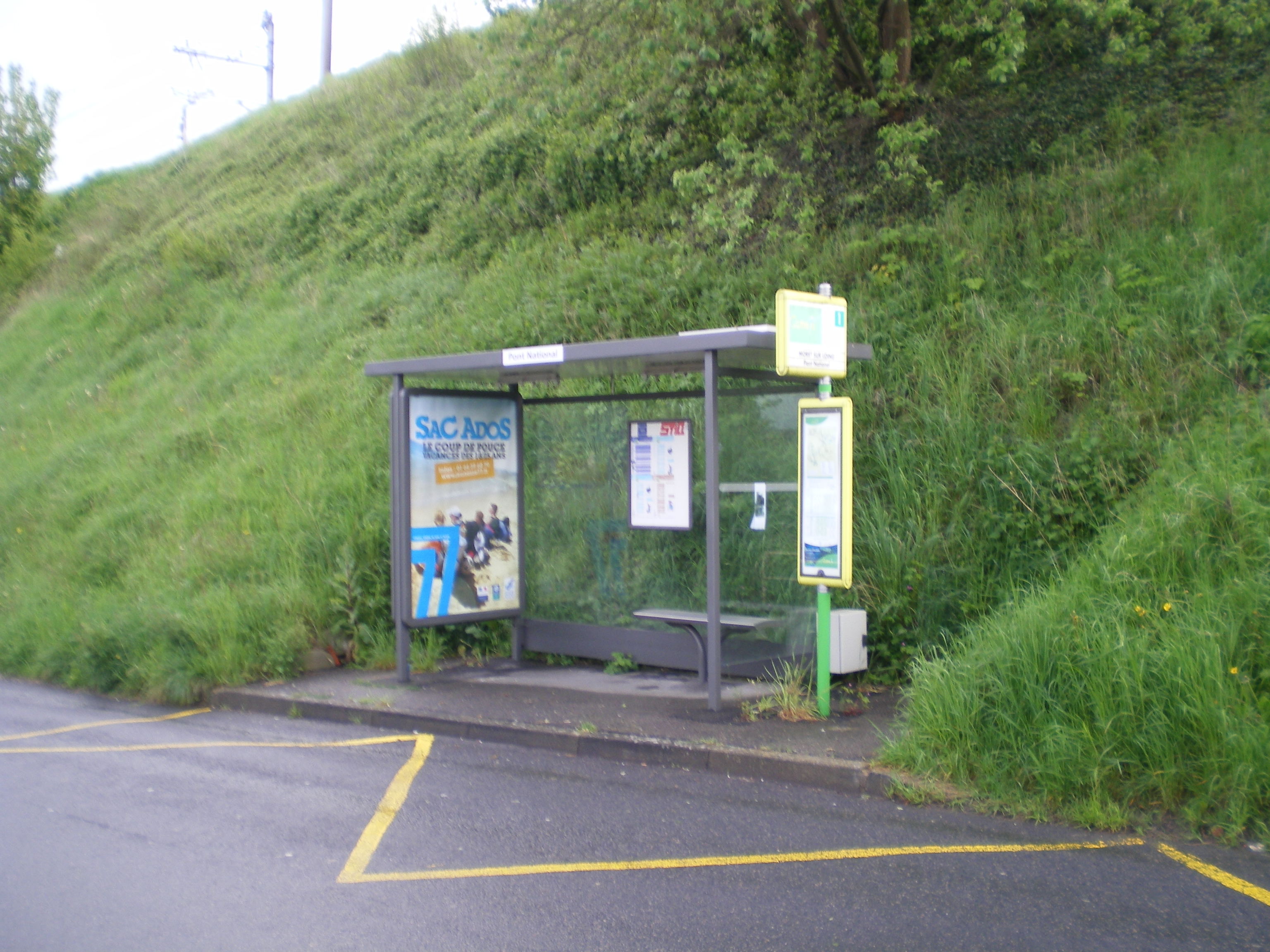
Arrêt Pont National de la ligne 1 à Moret-sur-Loing.